# زابروزد-کولونگا
زابروزد-کولونگا (به لهستانی:  Zabruzdy-Kolonia) یک روستا در لهستان است که در گمینا میاستکوف کوشچیلنه واقع شده‌است.